# Pär Isberg
Pär Isberg, född 16 augusti 1955, är en svensk dansare och koreograf.

## Biografi
Isberg utbildades vid Kungliga Svenska Balettskolan och anställdes vid dåvarande Operabaletten 1974. Han blev solist 1980 och balettdansare 1987. Han har kreerat alla stora roller inom den klassiska balettlitteraturen och har arbetat med koreografer som Glen Tetley, Jiri Kylian, John Neumeier och Birgit Cullberg. Han var även anställd vid Scapinobaletten i Amsterdam. 
Ett tidigt intresse för koreografi ledde honom till att börja skapa egna dansverk efterhand, inlett med verket Canzone 1985. Han skapade TV-baletter, såsom Himlens hemlighet efter Pär Lagerkvists skådespel och En herrgårdssägen efter Selma Lagerlöf, och därefter flera helaftonsbaletter för Kungliga Operan, där han var huskoreograf 1996–99, bland annat en nytolkning av Nötknäpparen där han lät E.T.A. Hoffmanns saga sammansmälta med svenska Elsa Beskows sagor om Petter och Lottas jul till något som blivit något av en ny traditionsklassiker för svenska balettkompanier sedan urpremiären 1995 och även har satts upp i Estland. För detta verk tilldelades han Birgit Cullberg-stipendiet 1999. Andra verk för Kungliga Baletten är Skiljeväg, Harmonielehre, Elementa, Herr Arnes penningar, Carmina Burana, Pippi Långstrump 2005 och Ringaren i Notre Dame 2009. För Göteborgsoperans balett har han skapat verket Anima förutom Nötknäpparen. För Finlands nationalopera och -balett gjorde han verket Bachspace, för Estlands nationalbalett en ny version av Törnrosa, för Det Kongelige Teaters balett i Köpenhamn baletterna Hans och Greta, In Search of och Papirklipp, om H.C. Andersen. För Kinas Nationalbalett har han skapat Butterfly Lovers samt sin version av Coppélia.
Isberg är systerson till konstnären Leopold Fare och skådespelaren Janne ”Loffe” Carlsson.